# Tejeda de Tiétar
Tejeda de Tiétar é um município da Espanha na comarca de La Vera, província de Cáceres, comunidade autónoma da Estremadura. Tem 52,8 km² de área e em 2021 tinha 770 habitantes (densidade: 14,6 hab./km²).

## Demografia
| Variação demográfica do município entre 1991 e 2021 [carece de fontes?] | Variação demográfica do município entre 1991 e 2021 [carece de fontes?] | Variação demográfica do município entre 1991 e 2021 [carece de fontes?] | Variação demográfica do município entre 1991 e 2021 [carece de fontes?] | Variação demográfica do município entre 1991 e 2021 [carece de fontes?] |
| ----------------------------------------------------------------------- | ----------------------------------------------------------------------- | ----------------------------------------------------------------------- | ----------------------------------------------------------------------- | ----------------------------------------------------------------------- |
| 1991                                                                    | 1996                                                                    | 2001                                                                    | 2004                                                                    | 2021                                                                    |
| 1086                                                                    | 1036                                                                    | 969                                                                     | 987                                                                     | 770                                                                     |